# Thomas Abercrombie
Thomas Iain Abercrombie (Auckland, 5 luglio 1987) è un cestista neozelandese.

## Carriera
Con la Nuova Zelanda ha disputato tre edizioni dei Campionati mondiali (2010, 2014, 2019) e quattro dei Campionati oceaniani (2009, 2011, 2013, 2015).